# География Китайской Народной Республики

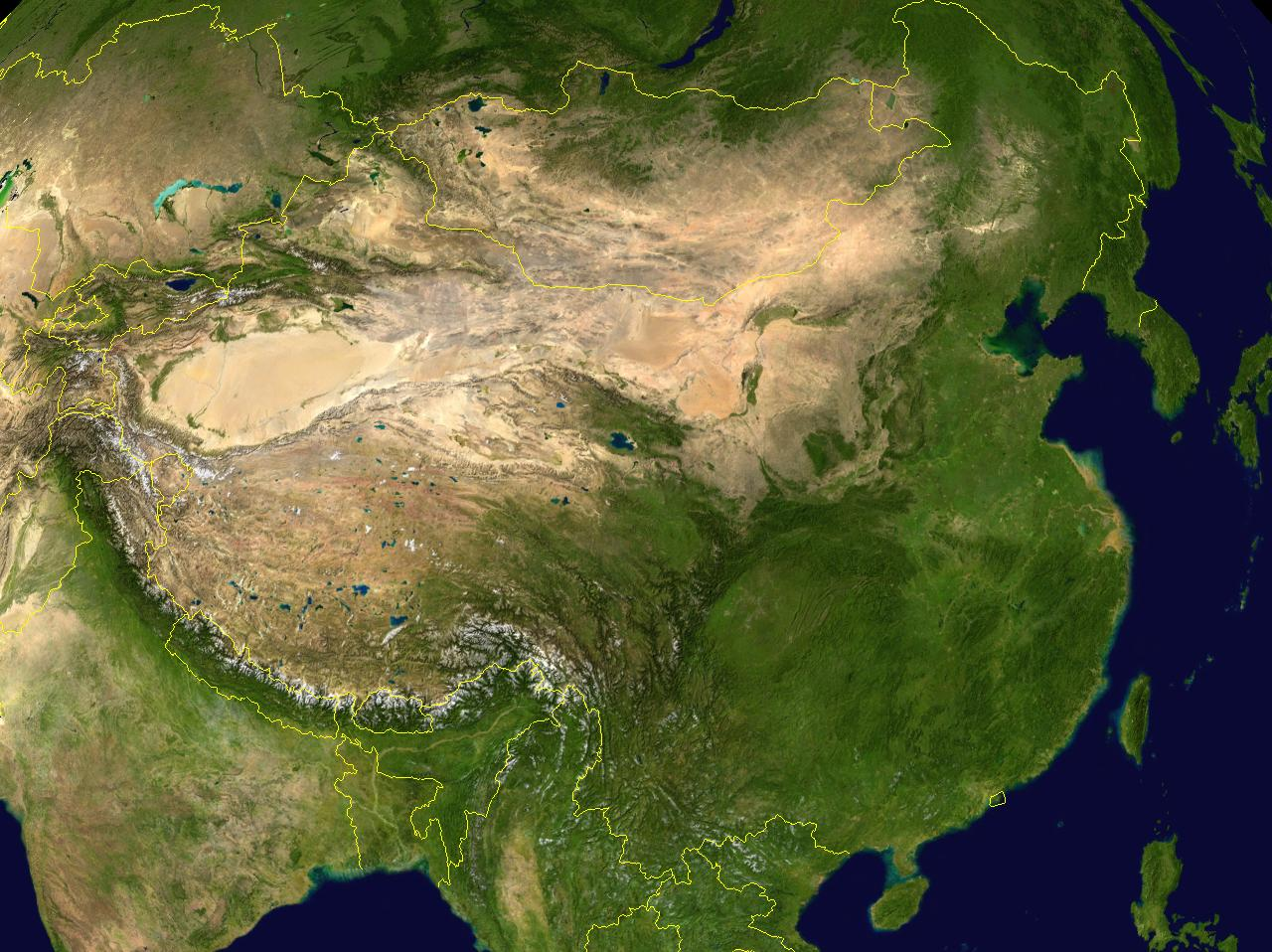
Спутниковый снимок Китая

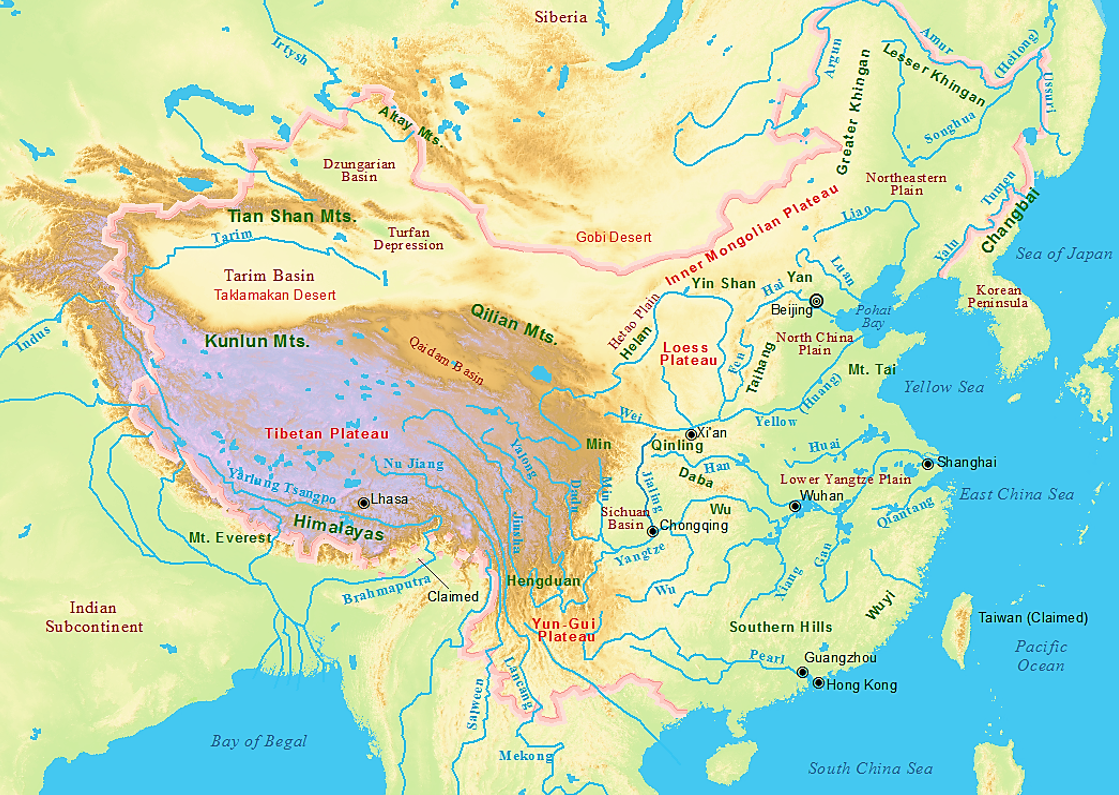
География Китая

Китайская Народная Республика расположена в Восточной Азии. С востока КНР омывается водами западных морей Тихого океана. Площадь территории Китая составляет 9,6 млн км². Протяжённость страны с запада на восток (от Памира до Шанхая) — около 4,5 тыс. км, с севера на юг (от реки Амур по границе с Россией до южной оконечности острова Хайнань) — около 4,1 тыс. км. Китай является самой большой страной в Азии (хотя уступает азиатской части России) и третьей по площади в мире, уступая только России и Канаде. По населению (1 404 328 611 жителей) он с 9 марта 2022 года занимает второе место в мире после Индии.
Китай простирается с севера на юг от русла реки Хэйлунцзян (53°33′ с. ш. 123°16′ в. д.) до островов Спратли (10°44′ с. ш. 115°49′ в. д.). С востока на запад территория Китая тянется от острова Большой Уссурийский (48°21′ с. ш. 134°38′ в. д.) до Памира (39°15′ с. ш. 73°34′ в. д.)

## Границы
Суммарная длина сухопутных границ Китая составляет 22 117 км с 14 странами (по часовой стрелке): Россия (40 км на северо-западе и 3605 км на северо-востоке), Монголия (4677 км), Северная Корея (1416 км), Вьетнам (1281 км), Лаос (423 км), Мьянма (2185 км), Индия (3903 км), Бутан (470 км), Непал (1236 км), Пакистан (523 км) Афганистан (76 км), Таджикистан (414 км), Кыргызстан (858 км) и Казахстан (1533 км).
Побережье Китая тянется от границы с Северной Кореей на севере до Вьетнама на юге и имеет длину 14 500 км. От Ханчжоуского залива на юг оно преимущественно скалистое, на север — равнинное, илисто-песочное. Скалистое побережье сложное, образует много естественных бухт. Моря не замерзают, судоходны в течение всего года, что благоприятствует строительству портов и развитию морских перевозок. Китай омывается Восточно-Китайским морем, Корейским заливом, Жёлтым морем и Южно-Китайским морем. Остров Тайвань отделён от материка Тайваньским проливом.
Китай предъявляет требования на 12 морских миль (22 км) территориальных вод и 200 морских миль (370 км) исключительной экономической зоны и континентального шельфа.
Протяжённость границ отсутствует.

### Спорные территории
- Тайвань
- Острова Сэнкаку
- Острова Спратли и Парасельские острова
- Аруначал-Прадеш
- Долина Шаксгама
- Аксай Чин

## Рельеф

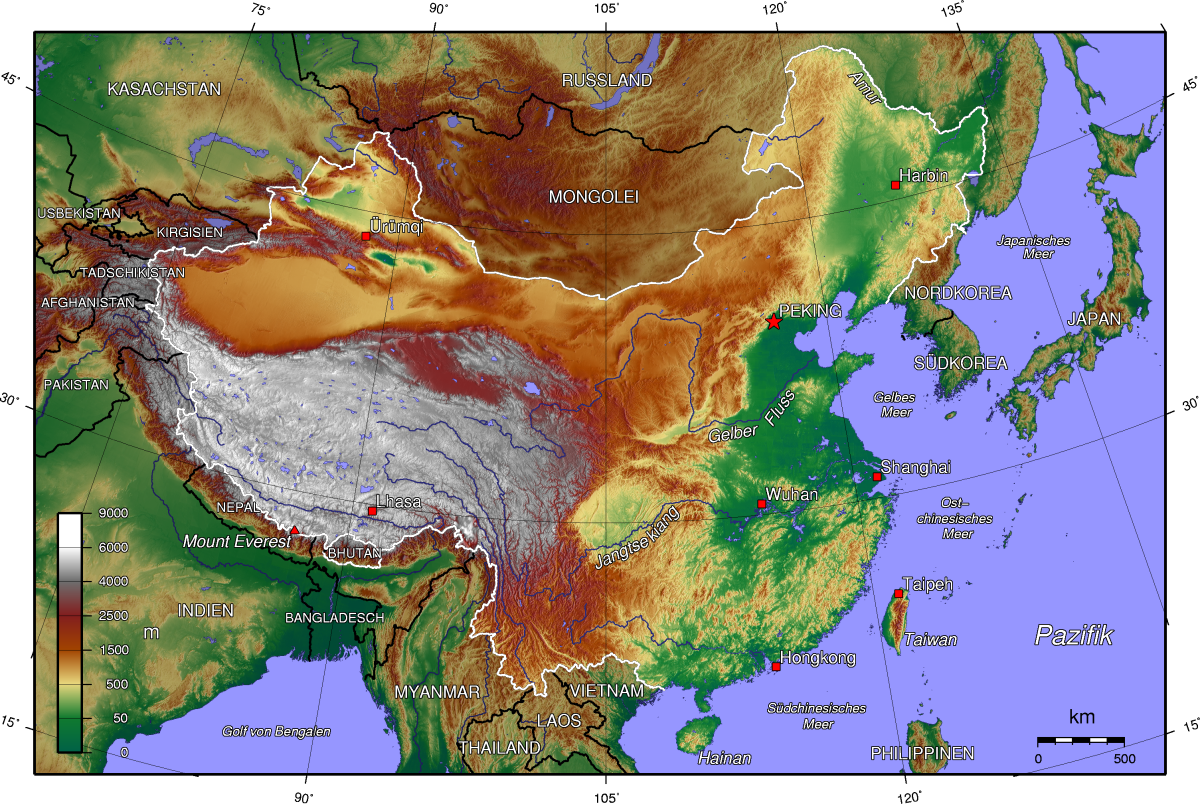
Топографическая карта Китая

Топография Китая очень разнообразна, на его территории имеются высокие горы, плато, впадины, пустыни и обширные равнины. Обычно выделяют три крупных орографических региона:
- Тибетское нагорье высотой более 2000 м над уровнем моря расположено на юго-западе страны
- Пояс гор и высоких равнин имеет высоты 200—2000 м, находится в северной части
- Низкие аккумулятивные равнины высотой ниже 200 м и невысокие горы на северо-востоке, востоке и юге страны

### Тибетское нагорье

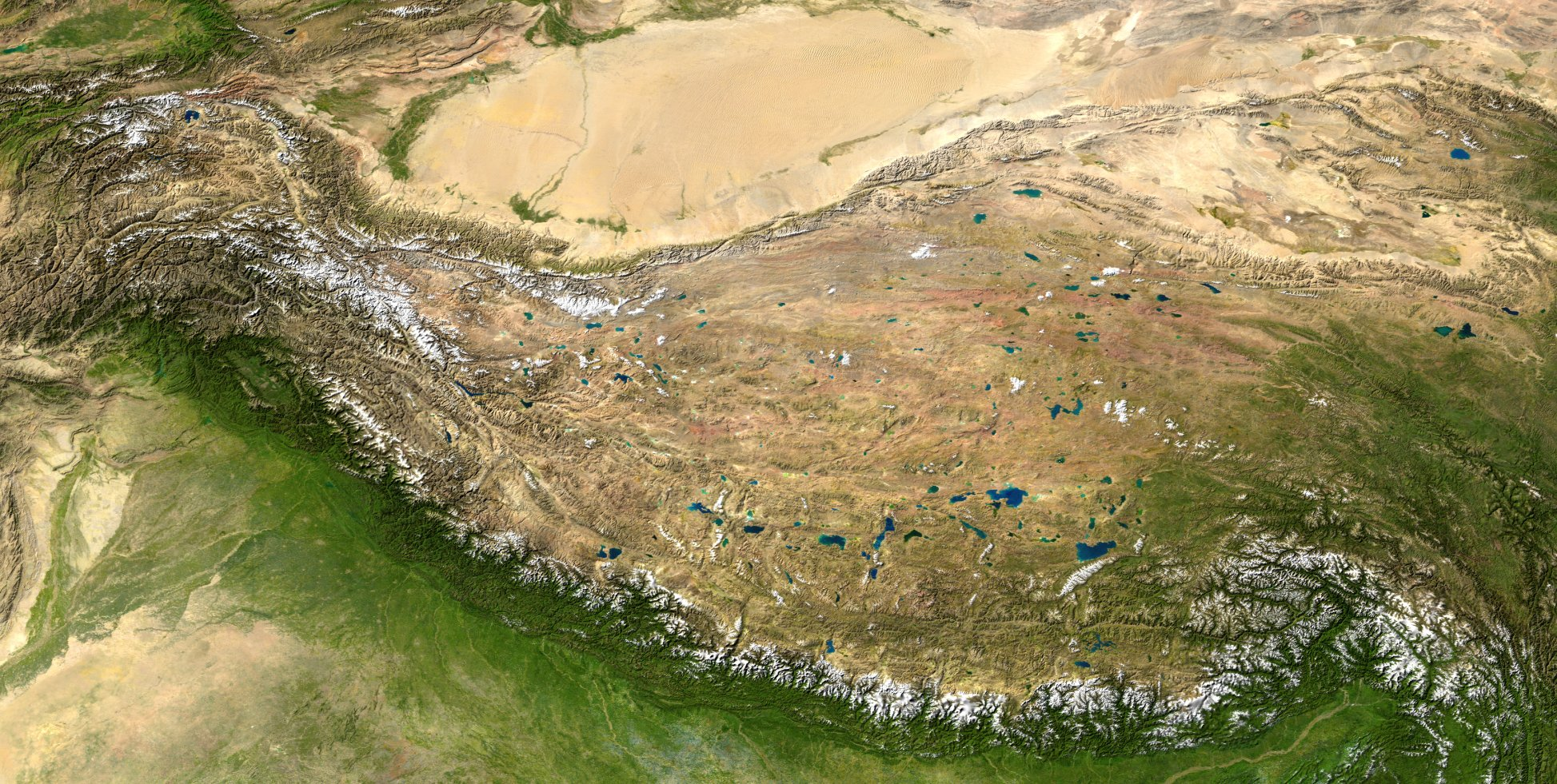
Тибетское нагорье

Тибетское нагорье — самое большое и высокое на земном шаре плато, средняя высота — 4877 м, площадь — 2,5 млн км². На территории нагорья находятся Тибетский автономный район, часть китайской провинции Цинхай, а также небольшая часть кашмирской провинции Ладакх.
С юга нагорье обрамлено Гималаями (с высочайшей вершиной мира горой Эверест, 8848 м), на западе — горами Каракорум и Памир, а на севере — величественными хребтами Куньлунь, Алтынтаг и Циляньшань (часть горной системы Наньшань), которые круто обрываются в северном направлении. Горные хребты, располагающиеся в западной части страны, вытянуты с запада на восток и включают в себя высочайшие вершины Азии.
На северо-востоке Тибетского нагорья, к югу от хребтов Алтынтаг и Циляньшань, на высотах 2700—3000 м находится впадина Цайдам — песчаная и болотистая область, в которой располагается множество солёных озёр. Открытие в этой котловине месторождений нефти, угля и железных руд, а также разработка богатых залежей соли способствовали развитию местной экономики.
Южные хребты гор Куньлунь являются водоразделом между реками Хуанхэ и Янцзы. Коридор Ганьсу, расположенный к западу от большого изгиба Хуанхэ традиционно являлся важным связующим звеном между Китаем и Центральной Азией.

### Пояс гор и высоких равнин

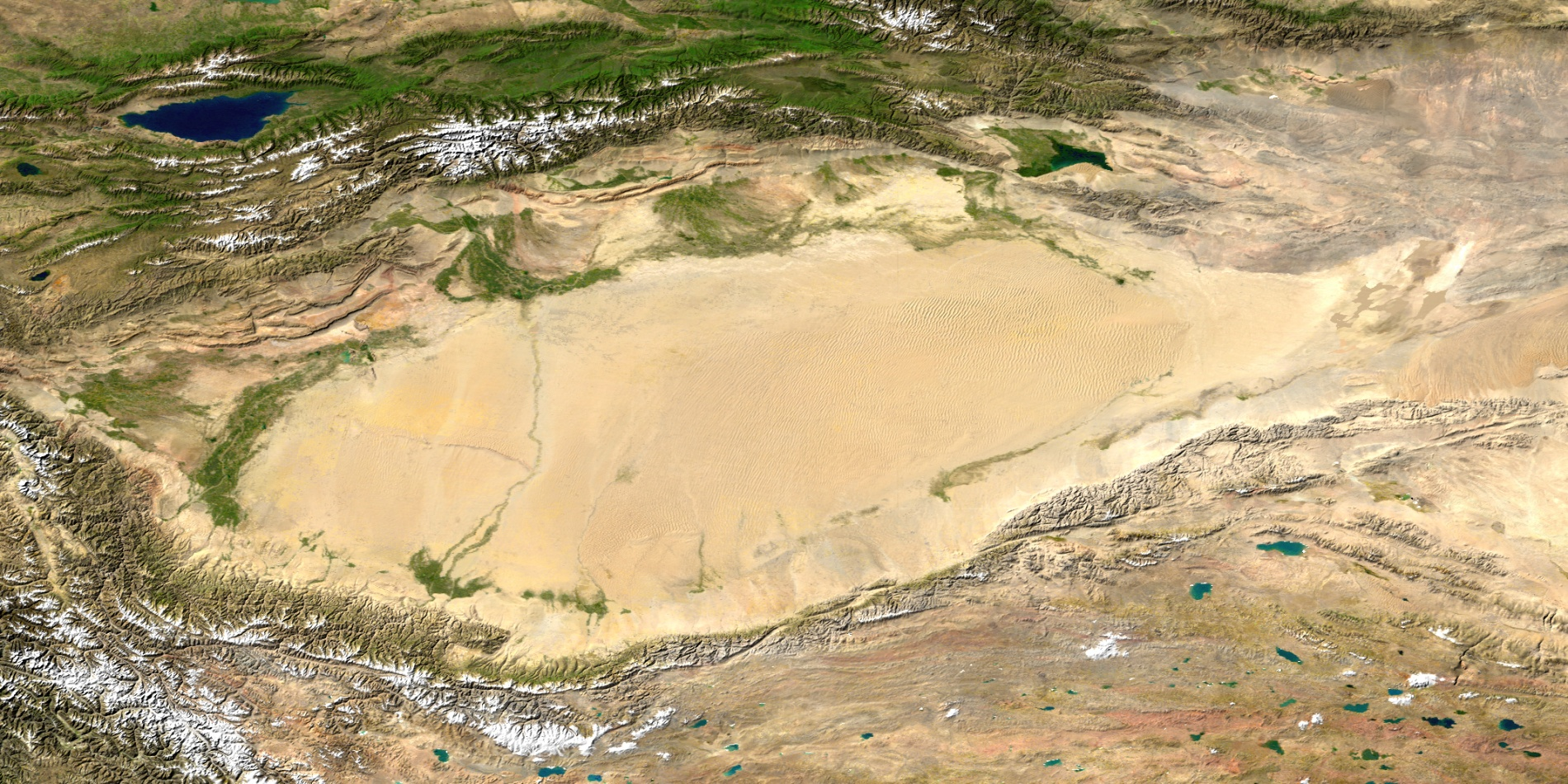
Таримская впадина

К северу от гор Куньлунь находится крупный бессточный Таримский бассейн, в центральной части которого лежит пустыня Такла-Макан. Река Тарим и её притоки, стекающие с гор, либо теряются в песках этой пустыни, либо питают солёное озеро Лобнор — место проведения ядерных испытаний КНР. К северу от озера находится самая низкая поверхность суши в Восточной Азии — Турфанская впадина (−154 м), размеры которой составляют 100 км в длину и 50 км в ширину. Для района характерны большие температурные колебания — от +52 °C летом до −18 °C зимой. По периметру Таримской впадины образовалось кольцо оазисов, через которые пролегал Великий шёлковый путь.
Хребет Тянь-Шань, расположенный с севера Таримского бассейна, отделяет его от Джунгарской впадины. В западной части Джунгарии, около города Карамай, имеется крупное нефтяное месторождение, а на юге в районе Урумчи — месторождение каменного угля и железных руд. Впадина дренируется реками Или и Иртыш, которые текут в сторону Казахстана.
Провинция Внутренняя Монголия располагается на обширном Монгольском плато (средняя высота 1000 м), в западной и центральной частях которого находятся пустыни Алашань и Гоби. С юга и востока Внутренняя Монголия ограничена небольшими хребтами Циляньшань, Ланшань, Иньшань и Большой Хинган (высота 900—1800 м).
К югу от этих хребтов, на восточном берегу Хуанхэ, находится пустыня Ордос. Южнее пустыни, за Великой Китайской стеной, расположено Лёссовое плато, площадь которого составляет 600 тысяч км². Эти богатые лёссом земли находятся на территории провинций Шэньси, Ганьсу, Шаньси и Нинся-Хуэйского автономного района.
Невысокие горные системы к востоку от Тибетского нагорья и к югу от Внутренней Монголии ограничены сбросом высоты, который тянется вдоль хребта Большой Хинган на северо-востоке, через горы Тайханшань, расположенные перед Великой Китайской равниной, и до плато Юньнань-Гуйчжоу на юге страны. Все низкие области, где проживает большая часть населения Китая и возделывается большая часть земель, расположены к востоку от этой линии сброса.
В южной части выделяют несколько крупных районов, включая горы Циньлин, Сычуаньскую котловину, Юньнань-Гуйчжоуское нагорье, а также горы Наньлин и Уишань. Высота всего этого района находится в диапазоне от 200 до 2000 м.

### Низкие аккумулятивные равнины
Восточные равнины Китая составляют всего около 10 % территории Китая, но при этом там живёт бо́льшая часть населения страны. Каждая крупная низменная равнина сложена наносами одной или нескольких рек.
Среди низменных районов выделяют следующие области (с севера на юг):
- Маньчжурская равнина — омывается Ляодунским заливом;
- Великая Китайская равнина — обширная равнина в центре восточного побережья, омывается заливом Бохай и Жёлтым морем;
- Бассейн среднего течения и дельта реки Янцзы;
- Бассейн и дельта Жемчужной реки.

Великая Китайская равнина, долина реки Хуайхэ и дельта Янцзы объединяются около морского побережья, простираясь от Пекина на севере до Шанхая на юге. Бассейн Жемчужной реки (и её главного притока Сицзян) расположен в южной части Китая и отделён от бассейна реки Янцзы горами Наньлин и Уишань.

## Тектоника и сейсмическая активность
Образование Гималаев и Тибетского нагорья вызвано тем, что Евразийская плита, сталкиваясь с Индостанской плитой, подминает её под себя. Сейсмическая активность наблюдается лишь в регионах, которые расположены вдоль линий разломов. Крупнейшие землетрясения, произошедшие в Китае:
- Землетрясение в Шэньси, 1556 год
- Таншаньское землетрясение, 1976 год
- Сычуаньское землетрясение, 2008 год

## Гидрография
См. также Список рек Китая и Список озёр Китая
Истоки всех крупных рек Китая располагаются в горах. Тающий снег на восточной окраине Тибетского плато обеспечивает водой главные транспортные артерии страны: Янцзы, Хуанхэ, Меконг и Салуин.
Вдоль побережья располагается Великий канал Китая, связывающий устья рек Янцзы, Хуайхэ и Хуанхэ. Канал был построен в VII—XIII вв. и имеет суммарную длину 2470 км.
На северном склоне Гималаев берёт начало река Брахмапутра (на территории Китая имеет название Мацанг, а затем Цзангбо) и на протяжении 970 км течёт на восток по территории Китая, а затем, пробиваясь сквозь горные хребты, поворачивает на юг и выходит на равнины северной Индии. Брахмапутра и её притоки протекают в глубоких защищённых долинах, что способствует концентрации оседлого населения в таких городах, как Лхаса, Гьянгдзе и Шигадзе.
Северные и западные районы Тибетского нагорья и котловина Цайдам представляют собой бассейны внутреннего стока. Здесь расположены сотни бессточных солёных озёр, в которые впадают небольшие реки. Таримский бассейн является крупнейшим бессточным бассейном в Китае, его размеры составляют до 1500 км с востока на запад и 600 км с севера на юг.

## Природные ресурсы
Китай обладает большими запасами полезных ископаемых и является крупнейшим производителем сурьмы, графита, вольфрама и цинка. Среди других ресурсов — бокситы, уголь, нефть, алмазы, золото, железная руда, свинец, магнетит, марганец, ртуть, молибден, природный газ, фосфаты, олово, уран и ванадий. А также по запасам олова и вольфрама Китай занимает первое место в мире.
Благодаря обширным хребтам и горным рекам гидроэнергетический потенциал Китая — самый высокий в мире.
По оценкам 2005 года 14,86 % (около 1,4 млн км²) общей территории страны пригодно для возделывания. Около 1,3 % (примерно 116 580 км²) отведено под постоянные культуры, остальное — под временные. Интенсивные сельскохозяйственные методы позволяют собирать достаточный урожай для прокорма крупнейшего по численности населения страны и для экспорта. По оценкам в 2004 года орошалось 544 784 км² земли, 42,9 % общей площади использовалось под пастбища и 17,5 % занимал лес.
Среднегодовые водные ресурсы Китая включают 2711,5 млрд м³ стока рек и 828,8 млрд м³, выкачанных из поверхностных водоносных слоёв. Поскольку выкачивание воды уменьшает сток рек, суммарные водные ресурсы составляют 2821,4 млрд м³.

## Почвы
Разнообразие природно-климатических условий в полной мере отражается и на почвенном покрове. Здесь встречается несколько десятков видов почв. Но многовековая сельскохозяйственная обработка привела к тому, что многие почвы, особенно на низменностях, сильно изменили свои свойства.
В Северо-Восточном Китае широко распространены тёмные луговые почвы, отличающиеся высоким естественным плодородием. Они содержат большое количество перегноя и минеральных элементов — азота, фосфора, калия. В среднем течении рек Сунгари и Нуньцзян залегают луговые чернозёмные почвы, пригодные для поливного и богарного земледелия. Лугово-болотные и глеево-луговые почвы в низовьях Сунгари и Уссури для освоения требуют проведения дренажных работ. В горных и холмистых районах залегают бурые лесные почвы; они располагаются, в основном, по крутым склонам, позволяющим использовать их только для лесопосадок.
Земли Северо-Западного Китая представлены серо-бурыми почвами пустынь, а также серозёмами, каштановыми и светлыми горно-степными и горно-луговыми почвами. Аридный климат этих районов не позволяет использовать их без искусственного орошения. На подгорных равнинах луговые почвы нередко засолены.
На побережье Бохайского залива и Жёлтого моря засоление земель связано уже не с аридностью, а с деятельностью моря. Аллювиальные почвы в дельте Хуанхэ становятся пригодными для земледелия лишь после длительных процессов естественного вымывания солей. Выше по течению препятствует земледелию эрозия почв, представленных преимущественно лёссовыми породами.
На равнинах господствуют краснозёмы с низким содержанием органического вещества и минеральных элементов, большой вязкостью и повышенной кислотностью.
Естественная эрозия почв, вызываемая в первую очередь строением пород и ливневым выпадением осадков, усугубляется и антропогенными факторами. Распашка крутых склонов, сведение лесов и чрезмерный выпас скота приводят к почти полному уничтожению природной растительности и значительному снижению плодородия почв.

## Растительность
См. также: Леса Китая

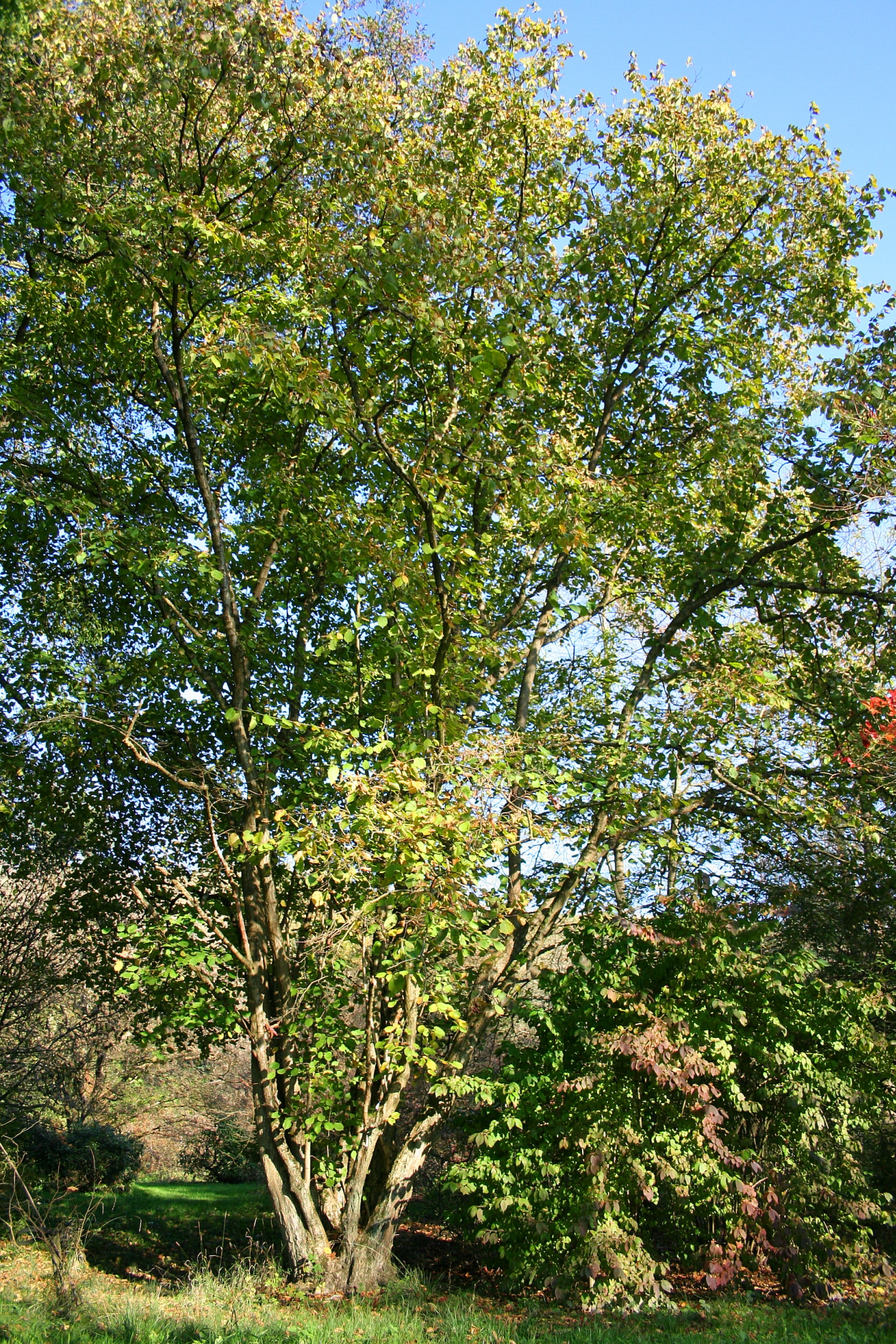
Лещина китайская (Corylus chinensis)

По характеру растительности и животного мира Китай достаточно чётко делится на восточную и западную части.
На современном растительном покрове востока страны сильно сказалось давнее и очень интенсивное хозяйственное использование территорий. Коренные леса сохранились, в основном, в горных районах; низменности же возделаны почти сплошь. Тем не менее, флора Восточного Китая достаточно богата: здесь насчитывается более 25 тысяч видов, среди которых много реликтов, оставшихся с третичного периода.
На протяжении с севера на юг друг друга сменяют несколько природных зон. На севере, в бассейне Амура, господствует тайга с дерново-подзолистыми почвами, с преобладанием лиственницы и корейского кедра; среди хвойных произрастают и широколиственные породы. Смешанные (хвойно-широколиственные) леса постепенно сменяют тайгу при движении на юг, и на склонах хребта Циньлин преобладают дуб, липа, клён и орех.
Южнее хребта Циньлин начинается пояс субтропических лесов, представленных несколькими видами лавровых, камелией, магнолией. Основную массу деловой древесины дают сосна Массона и куннингамия. В горных районах многочисленны листопадные виды. На крайнем юге, на краснозёмах и красно-жёлтых ферралитных почвах, произрастают тропические леса, а на западе Юньнани находятся саванны.
Западная же часть страны однообразна по составу растительности. Преобладают ксерофиты — многолетние засухоустойчивые кустарники и кустарнички; растительный покров изрежен.
Относительно более богато видами Западное Прихинганье. По направлению к западу (в связи с уменьшением количества осадков) злаковые высокотравные степи сменяются сухими степями, луково-полынными и полынно-тырсовыми полупустынями, и наконец, настоящими пустынями. В этой части Китая обширные пространства заняты подвижными песками и каменистыми пустынями, крайне бедными или совершенно лишёнными растительности. От пустыни Алашань до Джунгарской впадины лишь изредка, в понижениях и по долинам рек (в так называемых тугаях), встречаются небольшие рощицы из тополя разнолистного и вяза пустынного.
Тибетское нагорье представлено высокогорными холодными пустынями, где встречается очень небольшое число видов, приспособленных к экстрааридным условиям вкупе с сильными ветрами и повышенной солнечной радиацией. Только в восточной части нагорья, где климат становится более мягким и влажным, появляются горные луга, а пониже на склонах — даже хвойные леса.

## Животный мир
См.также:
- Список птиц Китайской Народной Республики
- Список видов муравьёв Китая
- Список млекопитающих Тайваня

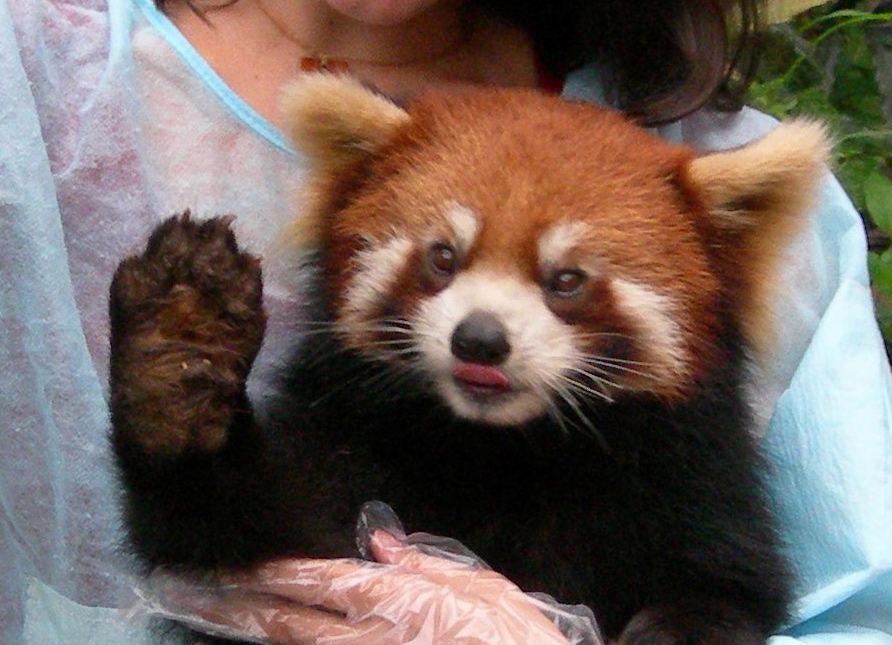
Малая панда — эндемик Сычуани

Вырубка лесных массивов и промысел диких животных наносит существенный ущерб животному миру Китая. Млекопитающие, имеющие промысловое значение, сохранились лишь в труднодоступных горных районах. В Северо-Восточном Китае распространены крупные хищники (волки, енотовидная собака, куньи), а также беличьи и зайцы.
Северо-Западный Китай населяют животные пустынь и полупустынь. Здесь многочисленны грызуны (суслики, песчанки) и копытные (дзерен, джейран); эндемик этого района — лошадь Пржевальского. В Тибете обитают высокогорные животные (антилопа оронго, кианг, тибетский байбак, гималайский медведь, красный волк).

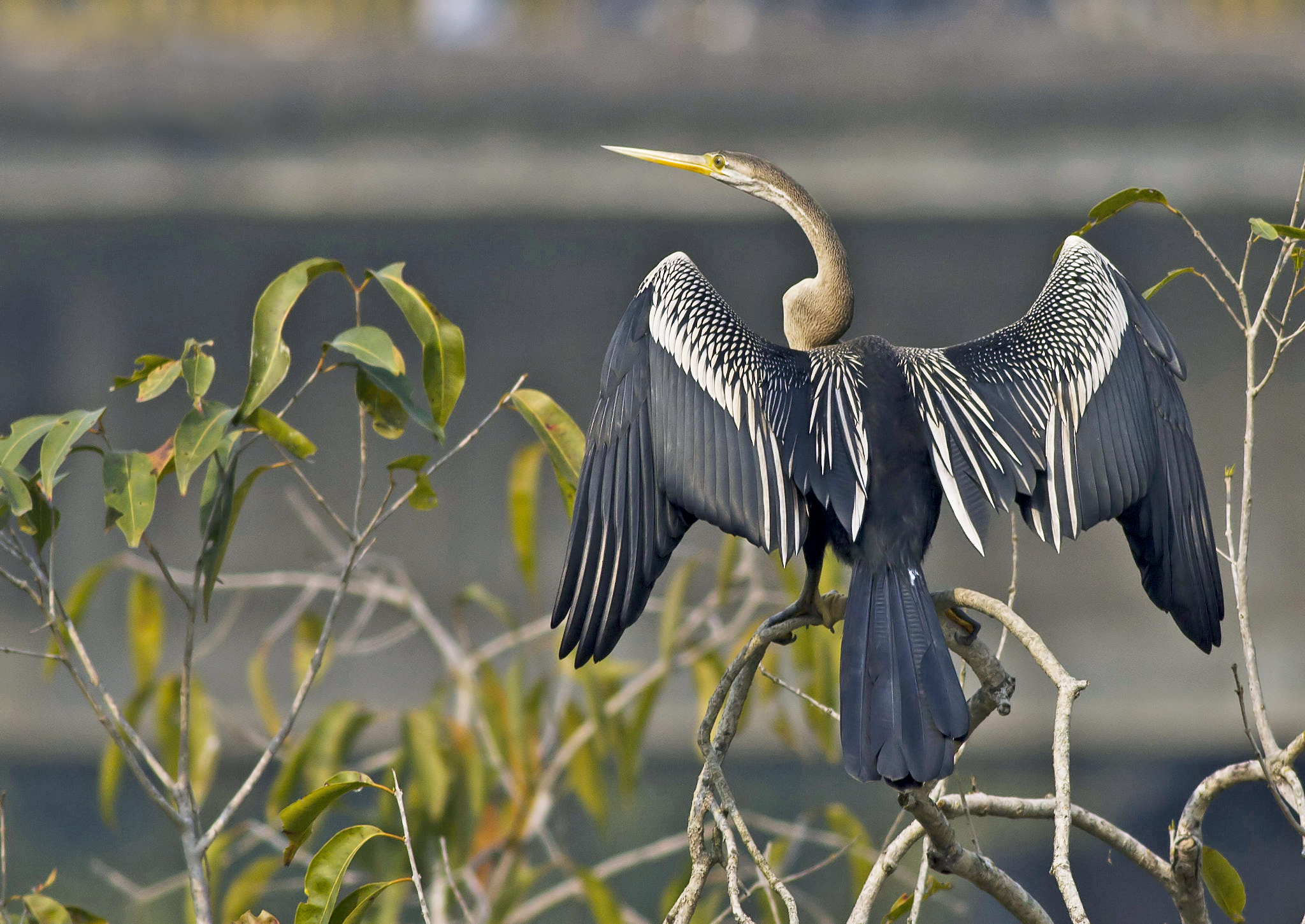
Индийская змеешейка

В лесах Юго-Западного Китая разнообразие фауны наиболее велико. Здесь можно встретить даже таких тропических животных, как лори, летучая собака, леопарды, тупайя. Эндемиками этого края являются большая и малая панды.
В заповедниках и на многочисленных озёрах обитают большое число птиц: журавли, утки, дрофы, белые и серые цапли, лебеди, серые и кудрявые пеликаны, бакланы (большой, уссурийский, бериногов, краснолицый) , индийская змеешейка, каравайка, фламинго, скопа, черный коршун, рябчик, тетерев.
Моря, омывающие Китай, по температурным условиям благоприятны для развития многообразной морской фауны и флоры. За исключением Бохайского залива, замерзающего зимой, они круглый год свободны ото льда, а большое количество органики, выносимое реками, способствует интенсивному размножению фито- и зоопланктона. Вокруг островов донные животные и водоросли привлекают множество рыб.

## Климат

Карта климата материкового Китая по классификации Кёппена — Гейгера

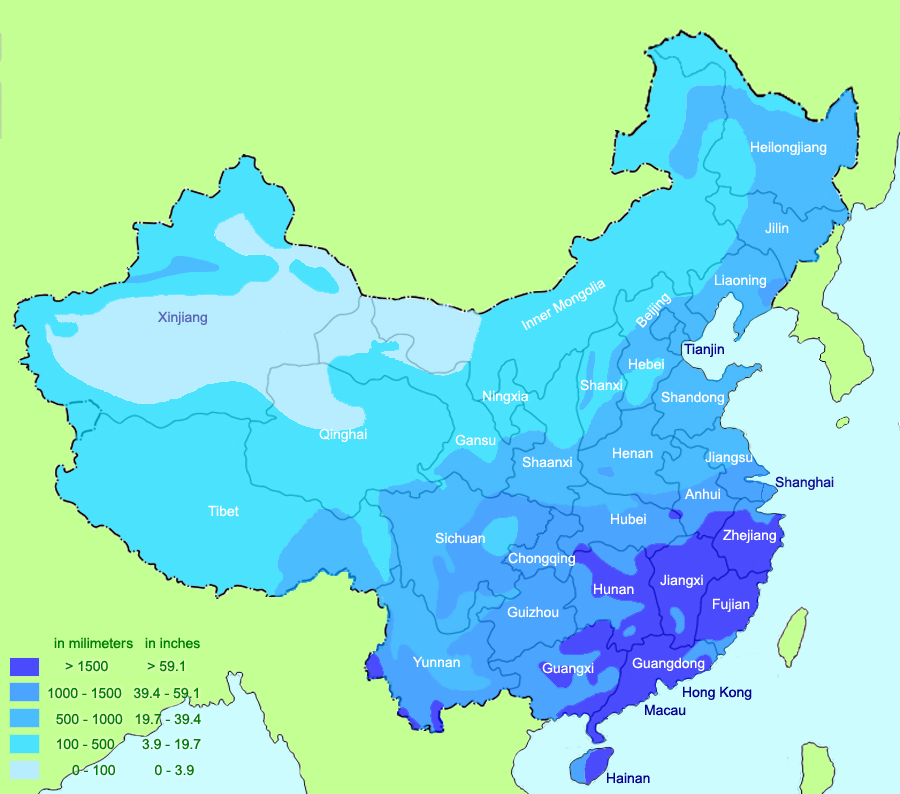
Карта среднегодовых осадков.

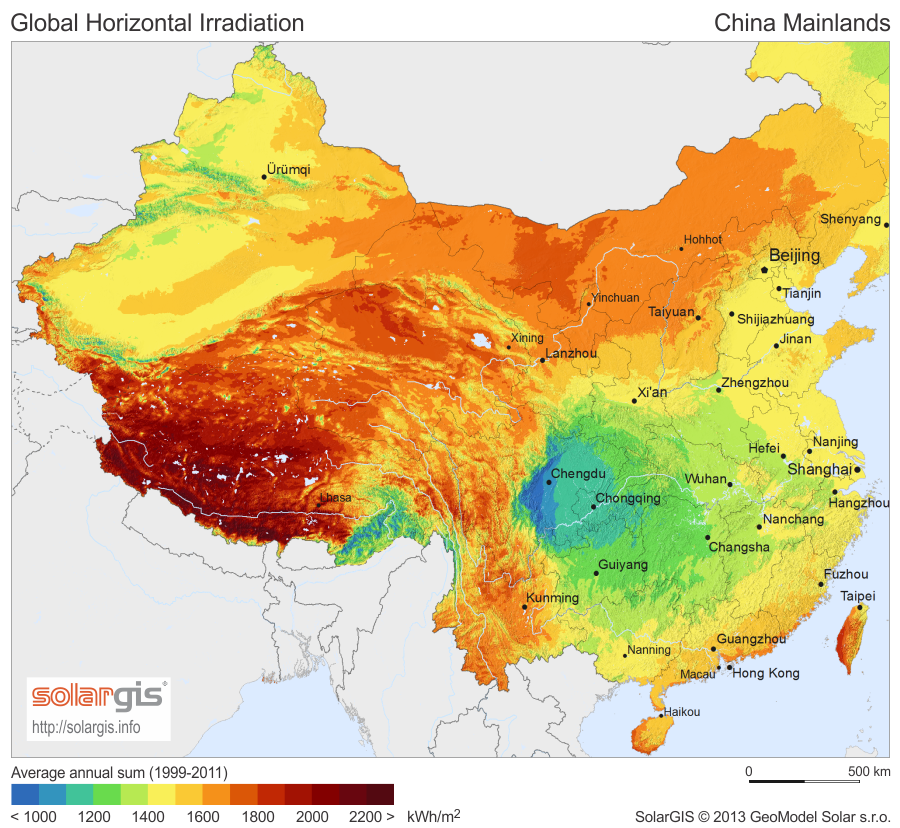
Карта солнечного излучения.

Климат Китая очень разнообразен — от субтропического на юго-востоке до резко континентального (аридного) на северо-западе. На южном побережье погода определяется муссонами, которые возникают из-за различных поглощательных свойств суши и океана. Сезонные движения воздуха и сопутствующие ветра содержат большое количество влаги в летний период и довольно сухие зимой. Наступление и отход муссонов в большой степени определяют количество и распределение осадков по стране. Огромные разницы по широте, долготе и высоте на территории Китая порождают большое разнообразие температурных и метеорологических режимов, несмотря на то, что большая часть страны лежит в области умеренного климата.
Самая северная провинция Китая Хэйлунцзян находится в области умеренного климата, а южный остров Хайнань — в тропиках. Разница температур между этими регионами в зимние месяцы велика, но летом различие уменьшается. В северной части Хэйлунцзяна температура в январе может опускаться до −30 °C, средние температуры — около 0 °C. Средняя температура июля в этой области составляет +20 °C. В южных же частях провинции Гуандун средняя температура колеблется от +10 °C в январе до +28 °C в июле.
По состоянию на 2021 год, наименьшая в Китае температура зарегистрирована в районе города Мохэ 13 февраля 1969 года: −52,3 °C, а наивысшая в Китае температура — 13 июля 1975 года в районе города Турфан: +49,6 °C.
Количество осадков изменяется даже в большей степени, чем температура. На южных склонах гор Циньлин выпадают многочисленные дожди, максимум которых приходится на летние муссоны. При движении к северу и западу от гор вероятность дождей уменьшается. Северо-западные районы страны — самые сухие, в расположенных там пустынях (Такла-Макан, Гоби, Ордос) осадков практически нет.
Южные и восточные области Китая часто (около пяти раз в год) страдают от разрушительных тайфунов, а также от наводнений, муссонов, цунами и засух. Северные районы Китая каждую весну накрывают жёлтые пыльные бури, которые зарождаются в северных пустынях и переносятся ветрами в сторону Кореи и Японии.
Сильные, продолжительные снегопады в центральном и южном Китае случаются нечасто, но когда такое явление происходит, как это случилось в январе 2008 года, это может быть сопряжено со значительным ущербом для народного хозяйства.

## Природные районы Китая
По совокупности природных условий территория Китая подразделяется на семь природных районов.

### Северо-Восточный Китай

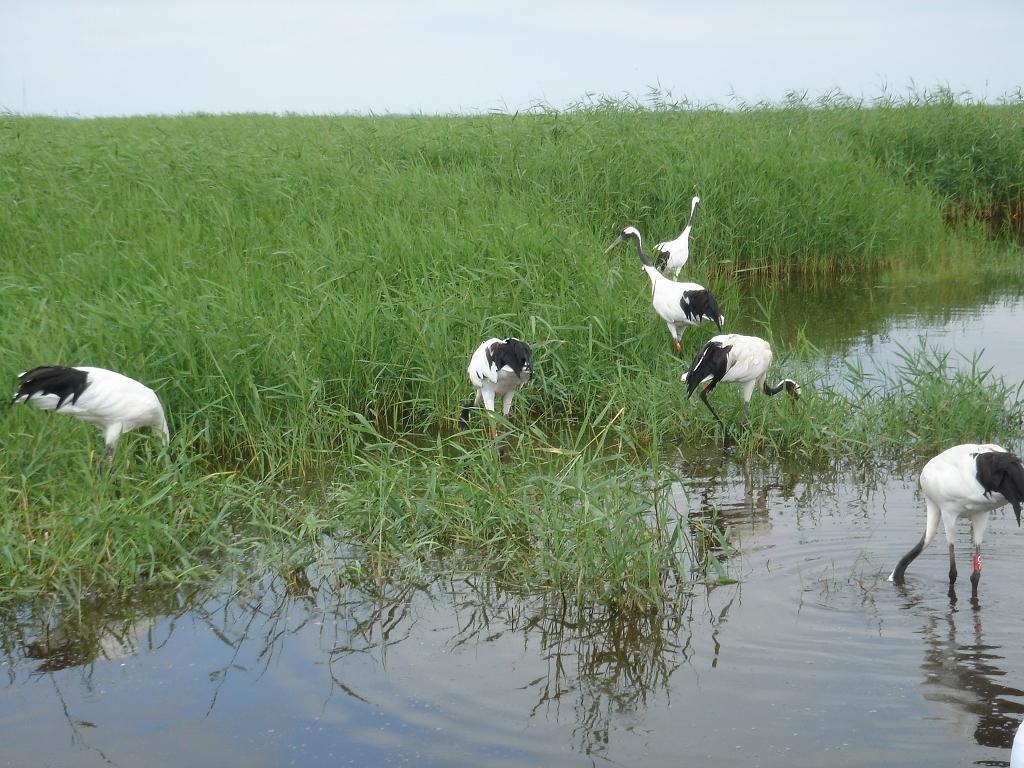
Маньчжурский журавль (Grus japonensis) в заповеднике Чжалун

Северо-Восточный Китай объединяет равнину Сунляо и окаймляющие её горы — Большой Хинган, Малый Хинган (его южная часть) и Чанбайшань. Климат этих гор весьма различен. Если на севере Большого Хингана средние температуры зимних месяцев достигают −25 °C, а холода до −40 °C и −50 °C тоже нередки, то в Чанбайшане средние зимние температуры не опускаются ниже −14 °C. Чётко выделяются два сезона. Сухой сезон длится с октября по май, и за это время выпадает всего 20 % годового количества осадков. Дожди приходят с муссонами, но и при этом количество осадков в прибрежных районах (в бассейне реки Ялуцзян годовая сумма составляет 1500 мм) в несколько раз превосходит внутренние склоны гор (Большой Хинган в течение года получает всего 250—500 мм осадков). В летний период в Сунляо часты половодья, вызванные как дождями, так и таянием снега.
Климатические различия обусловливают различие растительности. Север Большого Хингана покрыт хвойными лесами, состоящими преимущественно из даурской лиственницы, на месте которой после рубок появляются мелколистные породы — плосколистная и даурская берёзы и осина. Леса чередуются со сфагновыми торфяниками с обилием пушицы, осоки и клюквы. К югу и западу хвойные леса постепенно переходят в лесостепь, представленную зарослями камыша и вейника.
В отличие от однородной тайги Большого Хингана, Малый Хинган и хребет Чанбайшань покрыты хвойно-широколиственными лесами с большим разнообразием пород. Наряду с клёнами, липами и ясенем здесь растут дуб монгольский, лианы (актинидия, лимонник), а также эндемичные виды — бархат амурский, орех маньчжурский. К реликтам относится и женьшень, встречающийся в затенённых участках леса и редкий в других лесах Дальнего Востока. В горах с поднятием высоты широколиственные леса сменяются хвойными (здесь растут ели сибирская и саянская, а на более высоких плато — кедровый стланик и можжевельник), а ещё выше распространены альпийские луга.
В лесах обитают лось, пятнистый олень, косуля, колонок, изредка — длинношёрстный тигр и амурский леопард. Большой урон потерпела от охоты популяция соболя, но с 1953 года его добыча была запрещена. Также здесь водятся росомаха, белый хорь, бурундуки и белки.

### Северный Китай
К Северному Китаю относятся обширные равнины от реки Ляохэ до устья Янцзы. Эта территория отличается относительной сухостью (по сравнению с другими районами востока страны): здесь выпадает от 400 (на западе) до 600—900 мм осадков в год, до ¾ которых приходится на сезон дождей (с конца июня по сентябрь). Летние паводки часто приводят к прорывам дамб; мутные воды насыщены взвесями, значительную часть которых дают лёссы в средних и верхних течениях рек.
Наносы откладываются в руслах, повышая их уровень относительно окружающей местности. Ими заполнена практически вся Великая Китайская равнина, и наличие переотложенного лёсса сильно сказывается на структуре и плодородии аллювиальных почв, сформированных на его основе.
Естественной растительности здесь почти нет; лишь вдоль морского побережья и в нижнем течении Хуанхэ на засолённых почвах произрастают галофиты — солянки, солеросы, сведы.

### Юго-Восточный Китай

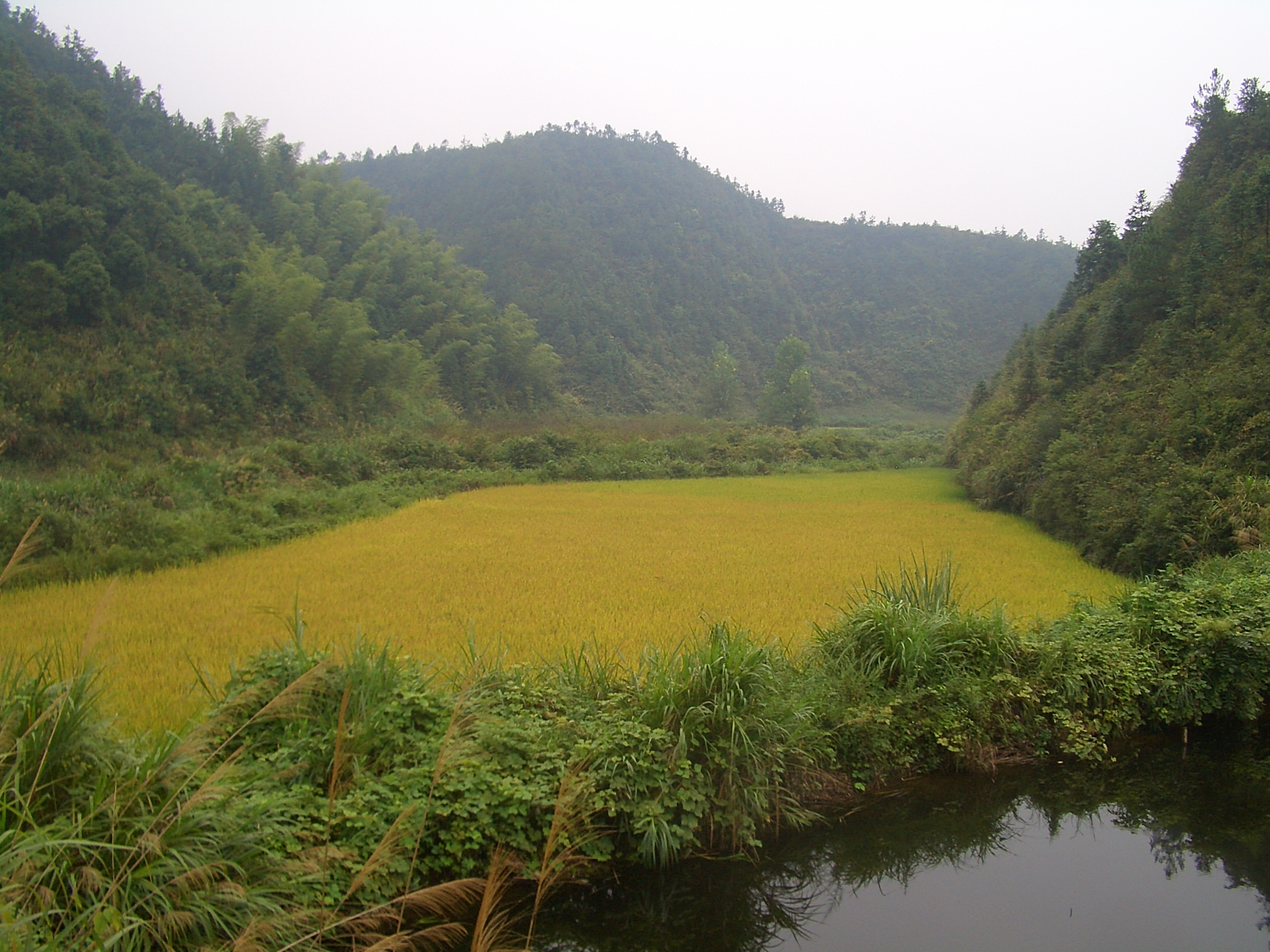
Рисовые поля занимают дно долин в предгорьях гор Муфу (южный Хубэй)

Территория к югу от хребта Циньлин и гор Хуайяньшань принадлежит к зоне муссонных субтропиков. Поверхность сильно расчленена; здесь есть и средневысотные горы, и низкогорья с многочисленными речными долинами, и аллювиальные равнины вдоль речных русел.
Основная особенность субтропиков Юго-Восточного Китая связана с холодным зимним муссоном, несущим массы сухого континентального воздуха из глубин материка. Летний период, наоборот, характеризуется избыточным увлажнением, и всего за год здесь выпадает 1100—2000 мм осадков.
Холодная сухая зима неблагоприятно влияет на растительность. Вегетационный период здесь длится не более 270 дней, а морозы до −15 °C не позволяют расти многим субтропическим видам. Поэтому здесь преобладают широколиственные, главным образом дубовые леса, в подлеске которых растут вечнозелёные лиственные породы (например, падуб и чай). На юго-восточных склонах гор можно встретить куннингамию, криптомерию, кипарис.
В долине Янцзы фактически не осталось неизменённых ландшафтов. Для неё характерна глубокая преобразованность всех компонентов экосистемы. Не менее 2/3 площади искусственно выровнено и занято под сельскохозяйственные культуры: летом на них высевается рис, зимой — пшеница, ячмень, овощи.

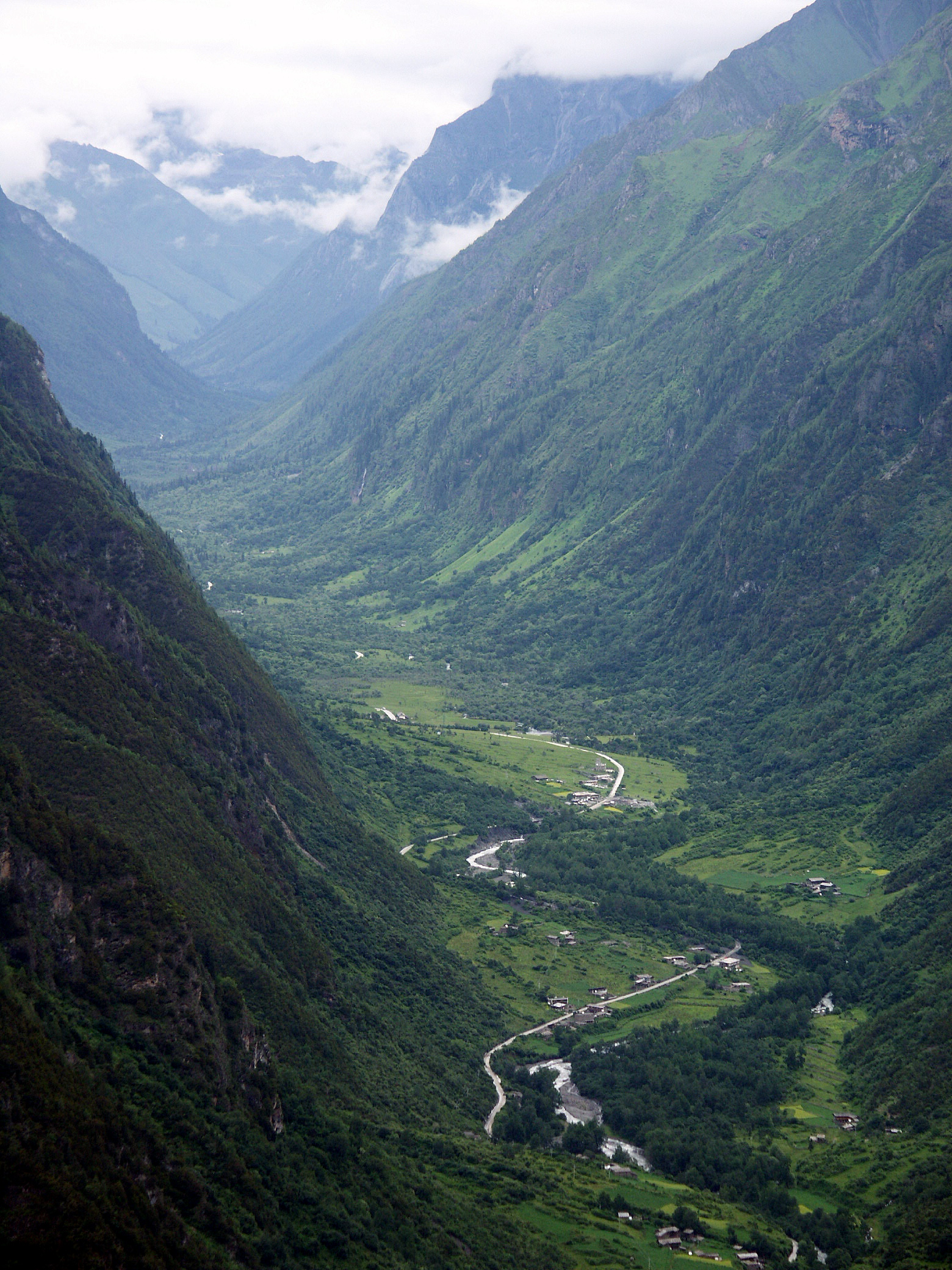
Пейзаж в национальном парке «Сыгуняншань» (Siguniangshan, «Гора четырёх девиц») Сычуань

В пределах Юго-Восточного Китая есть ряд областей с более тёплым климатом, чем в соседних местностях. К таким относится, например, Сычуаньская котловина, окружённая со всех сторон горами, более высокими на севере и западе. Они выполняют роль экрана, одновременно защищающего от холодных ветров и сдерживающего влагу муссонов. Благодаря тёплому влажному климату (годовое количество осадков превышает 1000 мм, достигая на западе 1750 мм), Сычуань является одним из крупнейших центров сельского хозяйства в субтропическом поясе. Здесь выращиваются рис, масличные культуры, цитрусовые, а у подножий гор — чай и тунг. Субтропические леса сохранились в основном в горах и представлены вечнозелёным дубом, каштанником, шимой, буком. На высоте от 2200 м они переходят в смешанные, а выше 2500 м их сменяют пихтовые леса.
Тёплый субтропический климат характерен также для бассейна реки Чжуцзян. Он представляет собой общую дельту трёх рек — Сицзяна, Бэйцзяна и Дунцзяна, окаймлённую горами Наньлин. Здесь, среди невысоких гор и холмов, характеризующихся высокой расчленённостью строения, сухой период менее выражен, чем в более северных районах. Субтропическая растительность представлена здесь бамбуковыми рощами и горными лугами.
Климат острова Тайвань по сравнению с континентальной частью более тёплый и более ровный. Высокие горные хребты, протянувшиеся с севера на юг, создают барьер между западным и восточным побережьем, и восточная часть острова относится к тёплым влажным субтропикам (лишь на юге появляются признаки тропической растительности). В лесах преобладают деревья из семейств Лавровые и Чайные, выше 1500 м они сменяются хвойно-широколиственными лесами (здесь встречаются сосна тайваньская и куннингамия), которые, в свою очередь, на высоте 3500 м переходят в елово-пихтовые леса; верхний пояс гор представлен высокогорными лугами и зарослями кустарников (рододендрон).

### Южный Китай

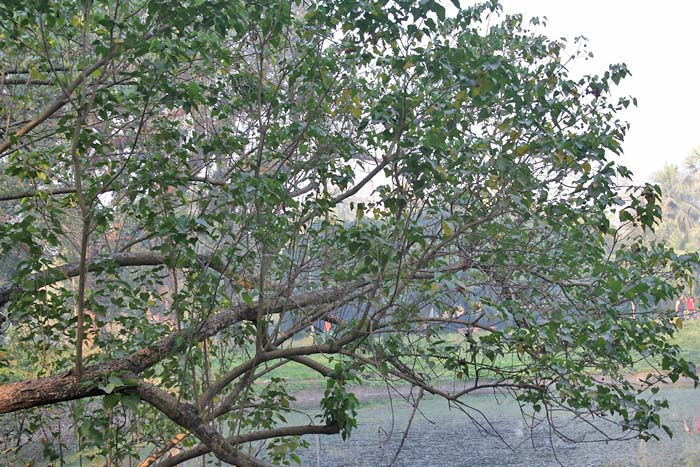
Индийское тюльпанное дерево (Thespesia populnea) — представитель флоры острова Хайнань

Охватывает не более 1 % территории страны — сюда относятся крайний юг провинции Юньнань, приморские зоны Гуанси-Чжуанского автономного района и провинции Гуандун, остров Хайнань и южная часть острова Тайвань. Температурный режим здесь более выровнен, и зимы более тёплые, чем в окружающих районах (в долинах рек даже в сильные похолодания температуры остаются положительными). Годовая сумма осадков — до 2500 мм.
Влажные тропические леса характеризуются большим многообразием флоры: имбирные, древовидные бегонии, дикорастущий банан; деревья достигают высоты 40—50 м и опутаны лианами. С увеличением высоты они уступают место горным тропическим лесам, а высокие части склонов занимают мшистые субтропические леса, с обилием лиан, эпифитов и мхов. Вырубки заняты зарослями бамбука и высокими злаками.
В лесах богат и животный мир: здесь обитают крыланы, панголины, виверры, леопарды, тигры, гиббоны и даже (в бассейне Ланьцанцзяна) слоны.
Контрастен Юньнани по природным условиям остров Хайнань. Он, как и полуостров Лэйчжоу, зимой подвержен влиянию сибирского антициклона, который приносит кратковременные похолодания в феврале—марте и ноябре—декабре, когда температуры могут опускаться ниже нулевой отметки. На юго-востоке острова выпадает до 2800 мм осадков в год, а на севере — всего 800—900.
Тропические леса на Хайнане почти полностью сведены, на их месте находятся саванны вторичного типа и труднопроходимые заросли кустарников и лиан. Полуостров Лэйчжоу также покрыт саваннами и сухой степью (лишь на его юго-востоке сохранились участки тропического леса).

### Юго-Западный Китай

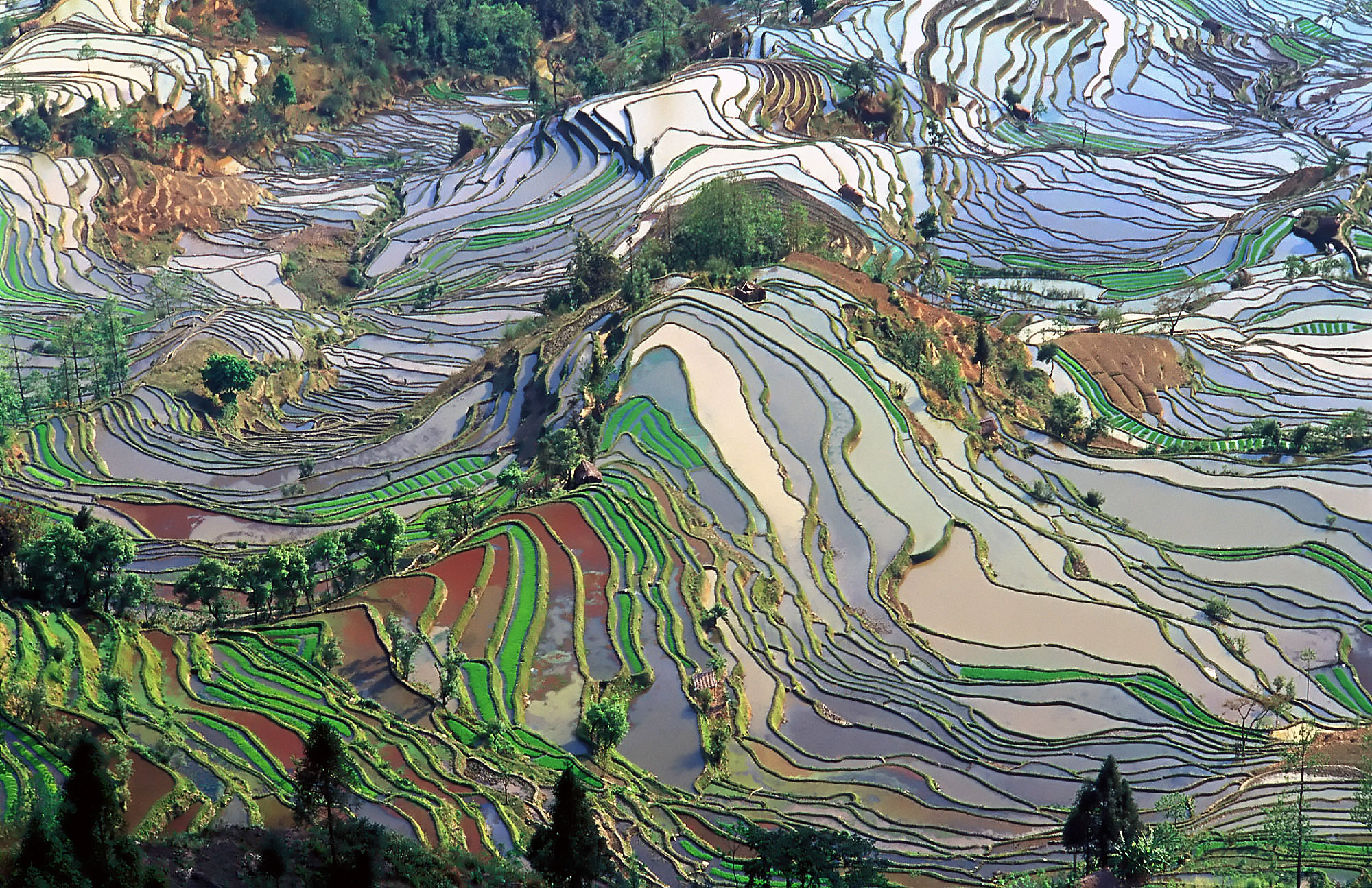
Рисовые террасы в провинции Юньнань

К нему относится большая часть провинции Юньнань, а именно Юньнаньское нагорье и горные хребты, примыкающие к нему с запада. Горы здесь имеют меридиональную направленность, и по речным долинам проникают теплые воздушные массы с Индийского океана. В то же время северо-западные высокие хребты прикрывают их от континентальных ветров. Здесь протекают крупные реки Юго-Восточной Азии: Янцзы, Салуин, Меконг, — а также зарождаются Сицзян и Хонгха (Красная).
Дождливый сезон длится с мая по октябрь, при этом наибольшее количество осадков выпадает на окраинных, возвышенных частях нагорья. Зимы очень тёплые, температура воздуха очень редко спускается ниже нуля (заморозки случаются, в основном, по ночам), а средняя температура самого тёплого месяца держится на уровне +22 °C. Муссонные дожди совпадают по времени со снеготаянием в горах, поэтому нередки паводки, удерживающиеся до осени.

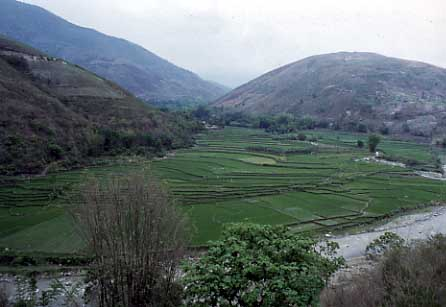
Долина Красной реки (Хонгха) в Юньнани

В нижнем поясе гор Западной Юньнани растительность представлена субтропическими лавролистными лесами, с обилием лиан, мхов и эпифитов; здесь растут субтропические породы — кастанопсис, пазания, манглиеция, а также некоторые виды хвойных (тис, либоцедрус). На высоте от 2000 до 2500 м смешанные леса из вечнозелёных и листопадных пород сменяются сосновыми, выше которых поднимаются пихтовые. Вблизи наиболее высоких вершин распространены заросли рододендронов и альпийские луга со множеством примул.
Юньнаньское нагорье, где преобладают высоты от 1500 до 2000 м, отличается наиболее мягким в Китае климатом: средняя температура января (в Куньмине) +9,6 °C, июля +20,8 °C, сумма осадков только на северной окраине нагорья не достигает 1000 мм в год.

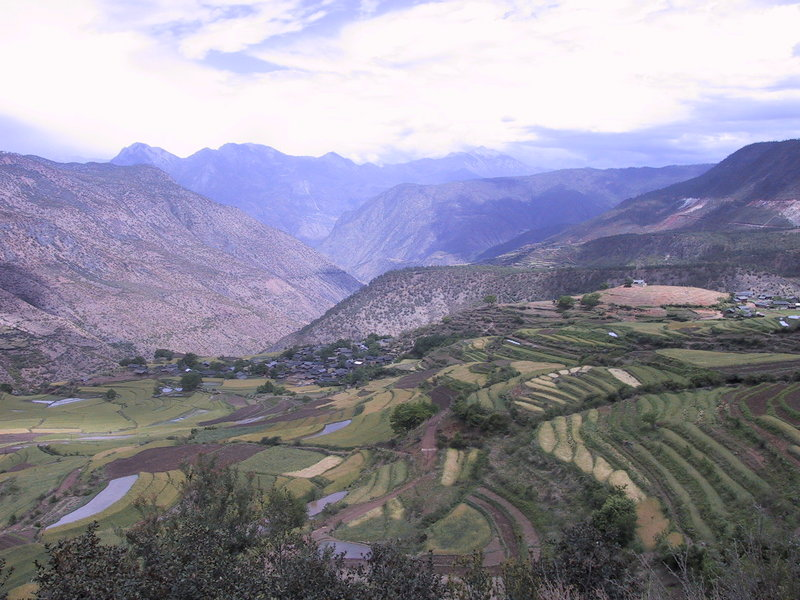
Юньнаньский ландшафт

В долинах преобладают культурные ландшафты, леса (вечнозелёные лавролистные, а также с преобладанием сосны юньнаньской) сохранились на менее доступных склонах гор.

### Тибетское нагорье
Тибетское нагорье в физико-географическом отношении можно подразделить на две резко различающиеся части — северо-западную и юго-восточную.
Юго-восточная (или так называемая внешняя) часть нагорья расчленена высокими хребтами и глубокими ущельями, постепенно понижающимися в направлении с северо-запада (где вершины достигают 7000 м) на юго-восток (система Хэндуаньшань). В Наньцзяне, в верхнем течении Янцзы, холодно и сухо; температура самого тёплого месяца +10 °C, и даже в августе бывают заморозки. Самая же тёплая и увлажнённая часть нагорья — долина реки Цангпо (Брахмапутры), где средняя температура января составляет всего −4,4 °C.

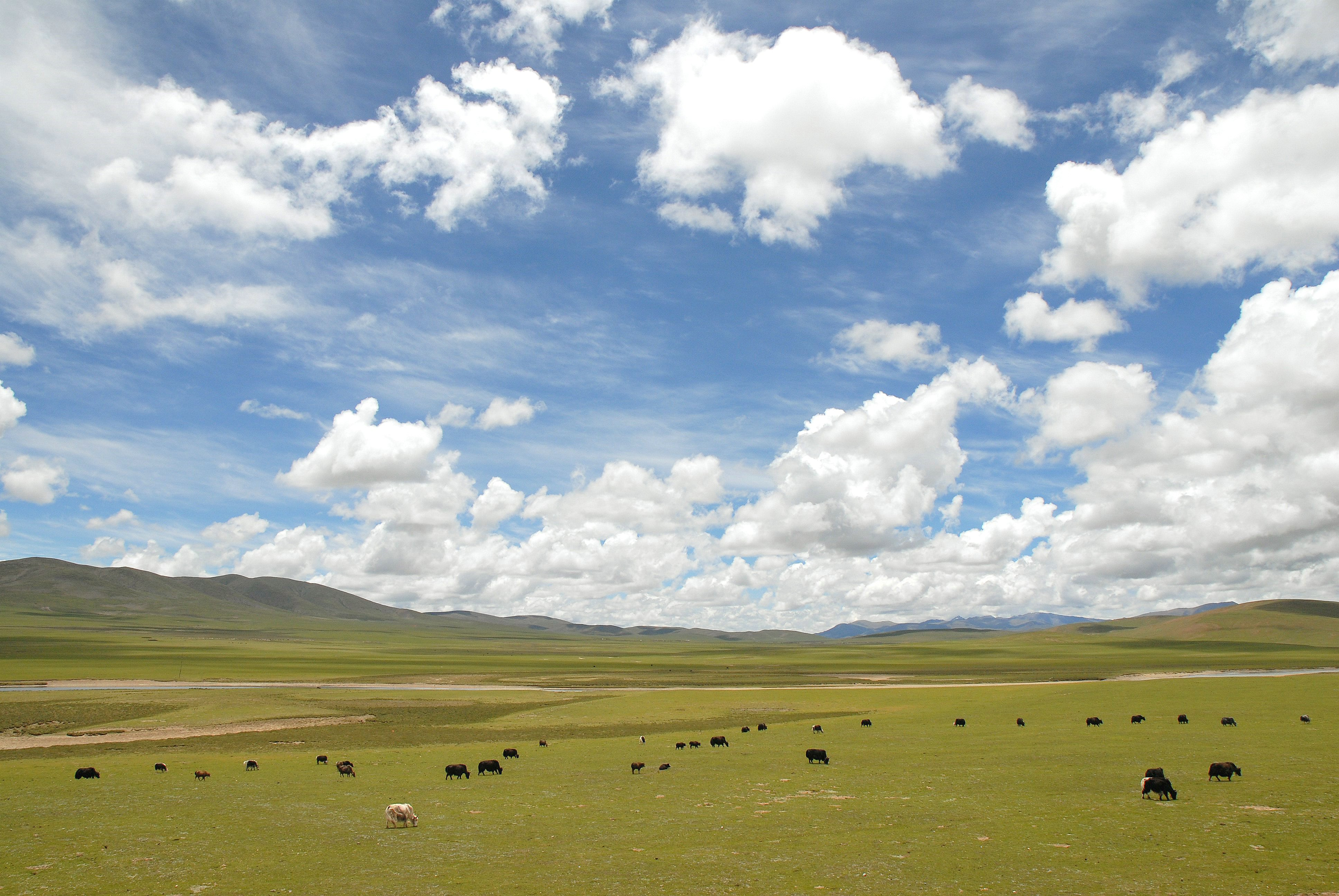
Тибетское нагорье

Леса, покрывающие склоны гор, разнятся в зависимости от экспозиции склона и от условий увлажнения. К более сухим участкам приурочена ель, к более влажным — пихта. В более засушливых районах на южных склонах преобладают сосновые леса, на северных — можжевельники.
Северо-восток и юг Тибетского нагорья на высоте от 3000 до 5000 м покрыты альпийскими лугами, более богатыми в области истоков великих рек. Здесь произрастает множество трав из семейств Злаки, Бобовые, Зонтичные, Розовые. К более засушливым каменистым участкам приурочены ксерофитные травы, на увлажнённых лугах к ним присоединяются заросли невысоких кустарников, среди которых нередки виды рододендрона.
Северо-западная часть (область бессточных плато) включает Северо-Тибетское плоскогорье (равнина Чангтан) с исключительно суровым климатом. Температура самого тёплого месяца редко поднимается выше 0 °C, а общее количество осадков не превышает 100 мм в год (оно чуть больше на юге и уменьшается к северу). Даже вершины хребтов выше линии вечных снегов бедны ледниками из-за сухости климата. С сентября по апрель здесь дуют сильные ветры, поднимающие пыль и песок. Немногочисленные реки имеют ледниковое питание и лишены внешнего стока.
Растительность присутствует только на равнинных участках. В основном, это мхи и лишайники. Встречаются также подушковидные формы травянистых многолетников (полынь, астрагал, термопсис), а также полукустарничками (терескен, хвойник). Древесные растения представлены исключительно стелющимися можжевельниками. По берегам озёр и рек произрастают солончаково-болотные растения: осоки, кобрезия.

### Северо-Западный Китай

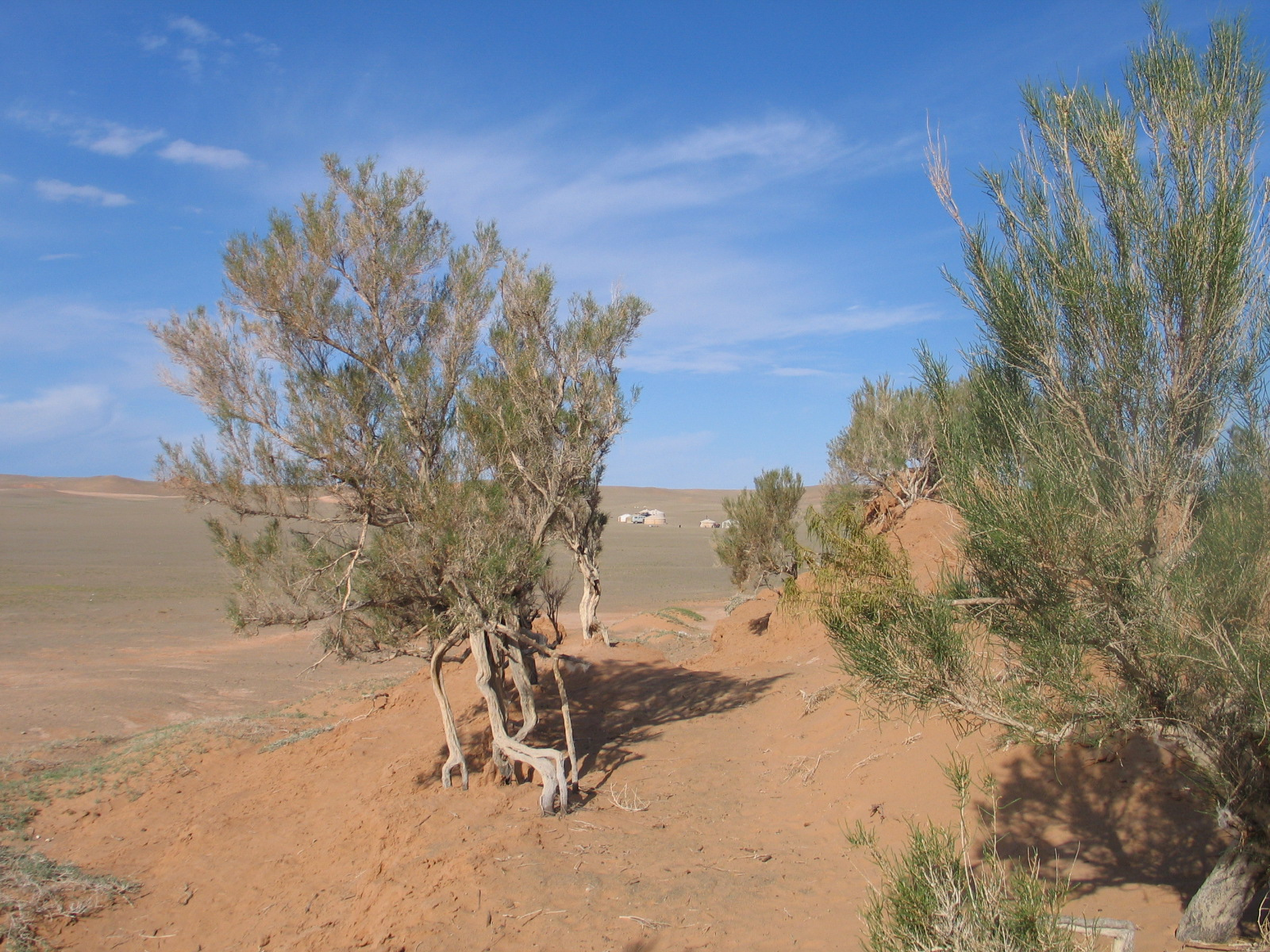
Саксаул зайсанский (Haloxylon ammodendron) — типичное растение песчаных пустынь

Обширная территория Северо-Западного Китая представлена цепью ландшафтов, сменяющих друг друга по мере возрастания сухости климата с востока на запад.
Западные склоны Большого Хингана, где выпадает до 500 мм осадков в год, покрыты высокотравными злаковыми степями, а по долинам рек рассеяны небольшие рощицы черёмухи и яблони. На плато, располагающемся к западу, где норма осадков уже от 200 до 400 в год, тырсовые степи (с преобладанием ковыля-волосатика и чия) постепенно заменяются на более ксерофитные сообщества с участием полыни и лука. Щебнистые поверхности плато заняты пустынными растительными сообществами — ковыльно-баглуровыми и баглуровыми.

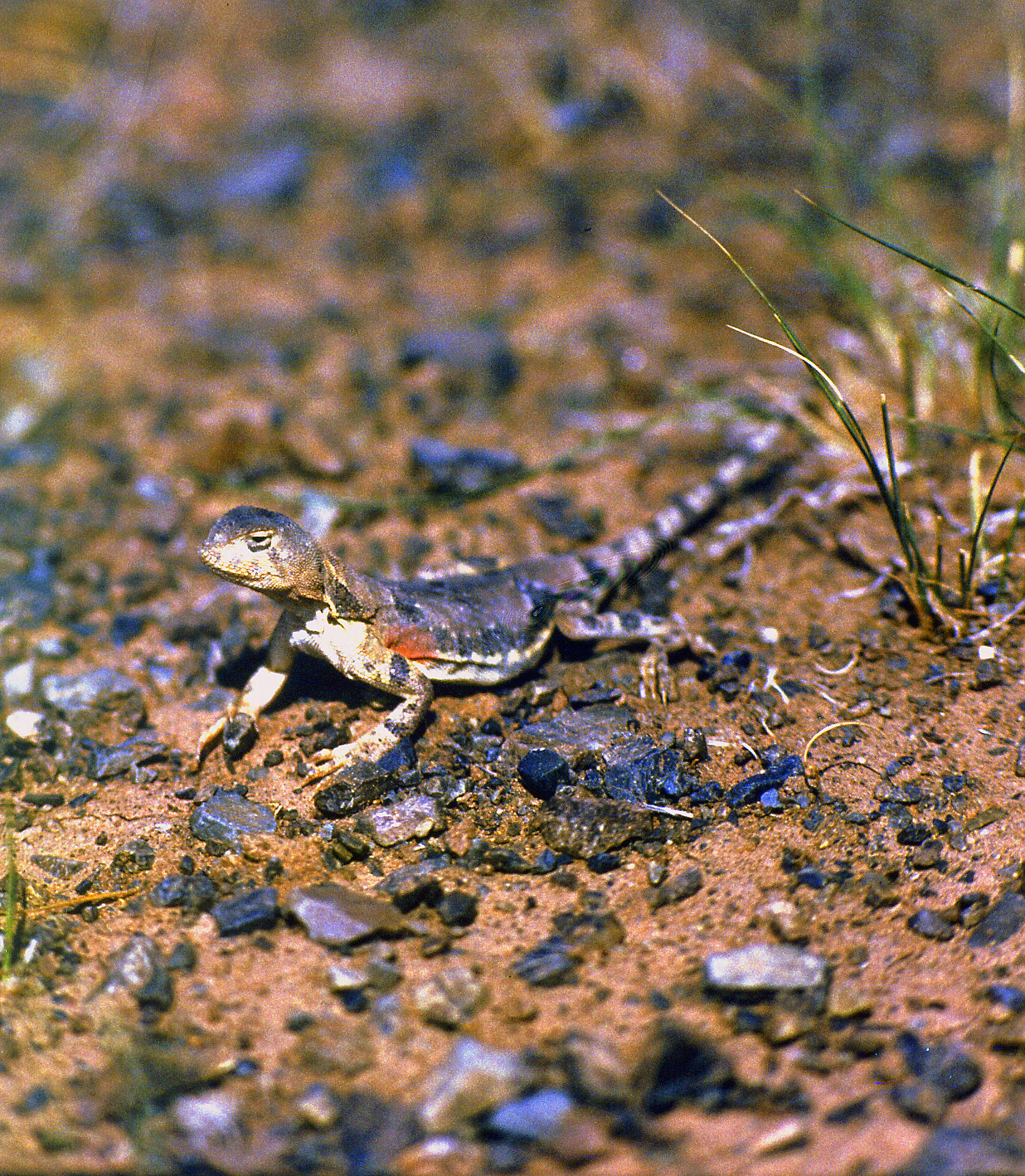
Ящерица Phrynocephalus versicolor, обитатель пустыни Гоби

Плато Ордос, лежащее дальше на запад, представляет собой нагорье с песчаными низменностями и каменистыми возвышениями. Осадки выпадают летом; их количество не превышает 150 мм в год. Даже река Хуанхэ, огибающая нагорье, не способствует увлажнению почвы. Растительность представлена типично пустынными сообществами: здесь растут полынь, карагана, саксаул, тамариск, каменистые поверхности населены падубом монгольским, видами дерезы и астрагала, а в солончаковых впадинах можно встретить поташники, солянки и тростник.
Схожа с ордосской и растительность плато Алашань, покрытого песчаными массивами и россыпями камней. Здесь на песчаных дюнах обитает джузгун, а в низких участках, с поднятием грунтовых вод, образует кустарниковые заросли селитрянка.
Западнее реки Эдзин-Гол, где сухость климата ещё более возрастает, простирается Бэйшань (Бэйшаньская Гоби) — безжизненная каменистая пустыня.
Растительность снова появляется в области межгорных впадин. Самую большую из них — Таримскую — занимает пустыня Такла-Макан, окружённая лёссовыми и каменистыми предгорьями. На этих подгорных равнинах произрастают тугайные рощи, а также ксерофитные кустарники и кустарнички; подвижные пески центральной части впадины растительности практически лишены.